# إيرل دي. ويلي
إيرل دي. ويلي هو قاضي ومحامي وسياسي أمريكي، ولد في 21 يوليو 1889 في غرينوود في الولايات المتحدة، وتوفي في 17 مارس 1950 في دوفر في الولايات المتحدة. نشط حزبياً في الحزب الجمهوري. وقد انتخب عضو مجلس النواب الأمريكي ‏.